# Frättentjärnen (Ytterlännäs socken, Ångermanland)
Frättentjärnen är en sjö i Kramfors kommun i Ångermanland och ingår i Ångermanälvens huvudavrinningsområde.